# Йоганна Браун
Йоганна Браун (народилась 7 травня 1929 року в Магдебурзі, померла 24 жовтня 2008 р. У Шверіні) — німецька письменниця.

## Життя
Йоганна Браун була дочкою оптика. Після іспиту з атестату вона працювала в різних професіях, включаючи, як працівник сільського господарства, секретар так і редактора. З 1969 року вона жила незалежною письменницею в Магдебурзі.
Йоганна Браун разом із чоловіком Гюнтером Брауном була автором великого оповідного твору. Хоча команда авторів спочатку писала здебільшого молодіжні книги, пізніше вона перейшла до прози для дорослих, яка стосувалася актуальних проблем, таких як зміна гендерних стосунків. Наукова фантастика знаходиться в центрі роботи Йогани та Гюнтера Брауна з середини 1970-х. Крім того, вони спільно написали радіопрограму про Бісмарка у 1976 році для трансляції НДР.
Оскільки обидва автори часто використовували жанр для передачі суспільно критичного змісту і не мали вірності рядкам, необхідним у літературі про НДР, у 1980-х рр. Ряд книг Брауна можна було видати лише у Федеральній Республіці.

## Критика
Франц Роттенштайнер: «…Йоганна та Гюнтер Браун. Вони використовують дуже точну, трохи вигадливу і виховану мову. Простота цих творів оманлива: авторам вдається казково обдурити розумні речі і розкрити правду. Брауни не цураються непокірних думок і незручних питань. Їх стиль казково відчужений, сюжет переповнений чудовими подіями, і обидва нагадують, не в останню чергу, в називанні своїх персонажів, часто Жана Поля та німецького романтизму … Безумовно, Браунс є найвищою точкою СФ НДР досі.»
Карстен Крушель про перші два томи Пантамана: «Як не можна очікувати інакше після похмурих переживань з минулим станом (ООН), сатири різкіші, ноти більш жовті, а аналізи — більш недоброзичливі… Паскаль — один з тих наївних спостерігачів які завжди дивляться на світ об'єктивно та дивно, як у книгах Брауна». «Здається, що багато чого не відбудеться, але Браунс не про» дію «. У цій трилогії вони, очевидно, ставлять перед собою завдання викрити реальність … У багатьох малих і великих ударах Браунс укладає з ними справу певним чином Цей світ смішний, що мій сміх застряє в моєму горлі. Експертиза мозку Паскаля виявляє завищені поля людини для поглядів і поглядів, які дуже обмежені для сприйняття та критичного мислення, центр его є для цього занадто великим. Спочатку пошук вказує на співробітника розвідки тоді; це тоді релігійний завзяття — що не має великої різниці у способі мислення, як заявляє Паскаль».

## Нагороди
- 1969 р. Магдебурзька районна мистецька премія
- 1969 р. Міжнародна премія короткого оповідання міста Нехайм-Гюстен
- 1985 р. Фантастична премія міста Вецлара
- 1988 р. Промоційна премія Марбурзької літературної премії
- 1989 р. Німецька премія короткої історії міста Арнсберг
- Фантастична премія 1990 року «Майстер мрії»